# Rockingham Motor Speedway

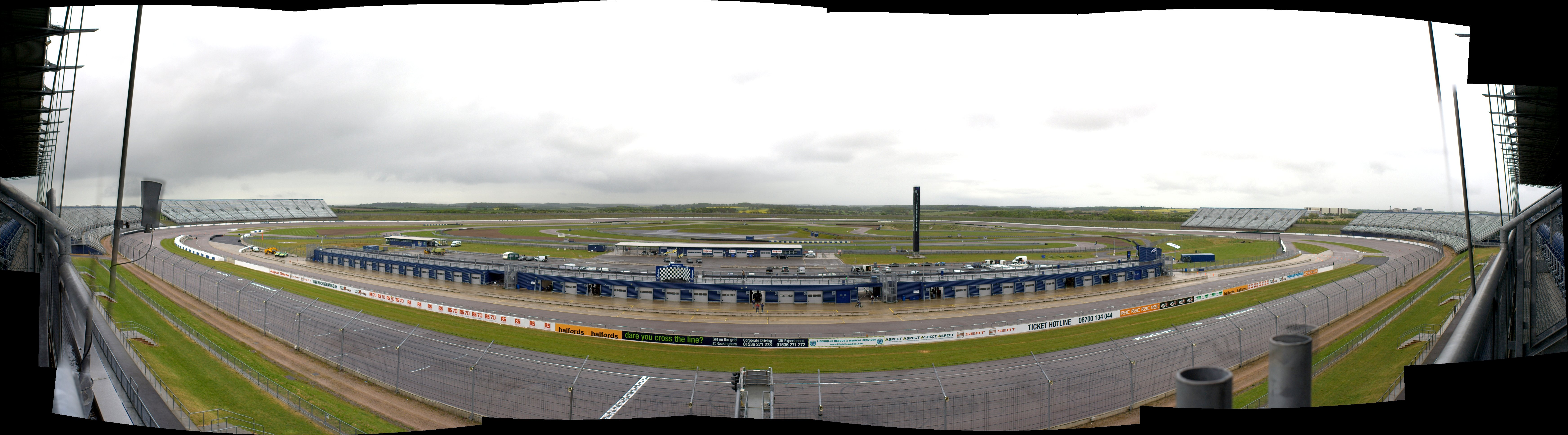
Panoramabild des Rockingham Motor Speedways

Der Rockingham Motor Speedway ist eine im Mai 2001 eröffnete, ehemalige Motorsport-Rennstrecke in Rockingham nahe Corby in der englischen Unitary Authority North Northamptonshire (Vereinigtes Königreich). Sie bestand aus einem Ovalkurs und einer permanenten Rundstrecke im Infield.
Im November 2018 wurde bei einem „super send-off“ das letzte Rennen in Rockingham ausgetragen. Nachdem das Gelände 2018 an die Firma Rockingham Automotive Limited verkauft worden war, entstand dort ein Logistikzentrum für die Automobilindustrie. Dieses wurde im Jahr 2021 für 80 Mio. britische Pfund an die Constellation Auto Group weiterverkauft die seitdem dort Gebrauchtwagen lagert und für den Weiterverkauf präpariert. 

## Ovalkurs

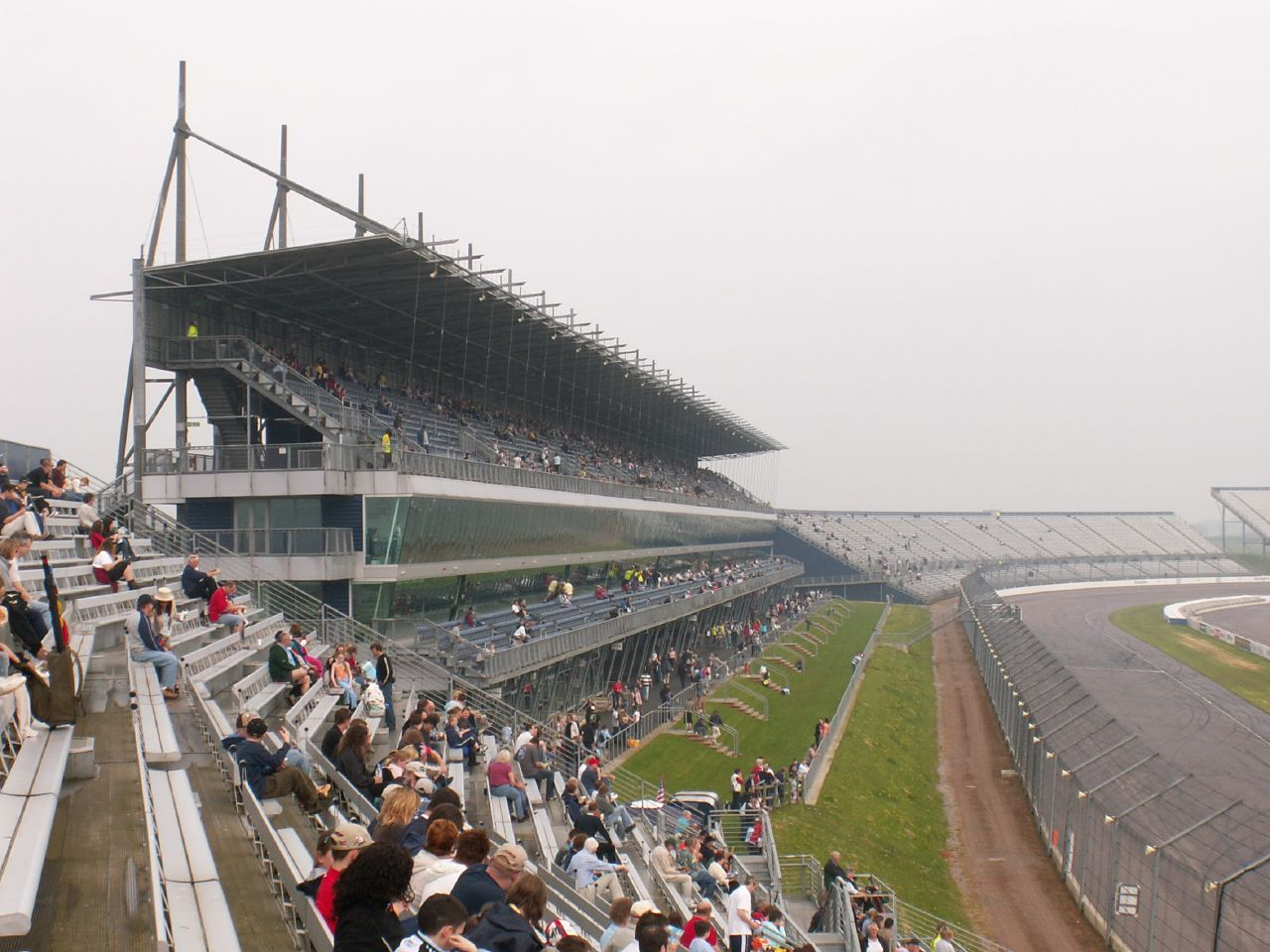
Haupttribüne des Rockingham Motor Speedways

Der Ovalkurs ist durch die beiden CART-Rennen in den Jahren 2001 und 2002 bekannt geworden. Das Rennen im Jahr 2001 war das zweite Europa-Rennen der CART-Saison 2001 nach dem American Memorial (German 500) auf dem EuroSpeedway Lausitz. Aufgrund des Wetters wurde das Qualifikationstraining abgesagt und Kenny Bräck startete als Meisterschaftsführender von der Pole-Position. Das Rennen, welches aufgrund von Regen später gestartet und anschließend aufgrund der einbrechenden Abenddämmerung früher abgewunken wurde, wurde von Bräck dominiert. In der letzten Runde überholte Gil de Ferran Bräck, sicherte sich damit den ersten Sieg der Saison 2001 und schuf zugleich die Grundlage für den späteren Meisterschaftssieg.
2002 kehrte die CART-Meisterschaft noch einmal nach Rockingham zurück. Kenny Bräck sicherte sich auch dieses Mal die Pole-Position, wobei 2002 ein Qualifikationstraining stattfand. Das Rennen wurde vom Lokalmatador Dario Franchitti knapp vor Tony Kanaan gewonnen, welcher den Streckenrekord auf dem Oval bis zum Jahr 2015 hält. Für Dario war es der erste Sieg auf einem Oval und zugleich sein letzter Sieg in der CART-Meisterschaft, bevor er zur Indy Racing League wechselte.
| Jahr | Rennen                      | Sieger           | Konstrukteur        |
| ---- | --------------------------- | ---------------- | ------------------- |
| 2001 | Rockingham 500              | Gil de Ferran    | Reynard Honda 01i   |
| 2002 | Sure For Men Rockingham 500 | Dario Franchitti | Lola Cosworth B2/00 |

Darüber hinaus fanden zwischen 2001 und 2007 Rennen der ASCAR-Serie auf dem Oval statt.

## Rundstrecke
Im Infield des Ovals existierten Verbindungskurven, die zu mehreren Varianten von Rundstrecken genutzt werden konnten. Die längste Variante war 3,299 km lang. Diese wurde von der Britischen Tourenwagenmeisterschaft (BTCC) genutzt. Eine etwas kürzere Variante wurde in der britischen Formel-3-Meisterschaft verwendet.